# Myrabolia lawrencei
Myrabolia lawrencei – gatunek chrząszcza z rodziny Myraboliidae.
Gatunek ten opisany został po raz pierwszy w 2008 roku przez Wiolettę Tomaszewską i Adama Ślipińskiego na podstawie kilkunastu okazów odłowionych w 1968, 1987 i 1993 roku. Lokalizacją typową jest Black Mount na Australijskim Terytorium Stołecznym. Epitet gatunkowy nadano na cześć koleopterologa, Johna F. Lawrence’a.
Chrząszcz o podługowato-owalnym ciele długości od 2,5 do 2,75 mm, od 2,9 do 3,02 raza dłuższym niż szerokim. Oskórek porastają dość długie włoski. Ubarwiony jest jednolicie, zwykle rudobrązowo, rzadziej jasnobrązowo. Głowa jest całkowicie prognatyczna. Czułki mają człony od czwartego do ósmego co najwyżej tak długie jak szerokie, przy czym piąty jest nieco szerszy od sąsiednich. Przedplecze ma wyraźnie faliste boki z karbowanymi listewkami i gęsto rozmieszczonymi, ostrymi ząbkami. Długość przedplecza wynosi od 0,77 do 0,83 jego szerokości. Wierzchołek wyrostka przedpiersia jest mocno rozszerzony, ścięty i lekko karbowany na przedniej krawędzi. Szerokość owego wyrostka jest 1,12 raza większa od średnicy bioder przedniej pary i 1,65 raza większa niż rozstaw tychże bioder. Pokrywy są 1,72–1,81 raza dłuższe niż szerokie oraz mają stosunkowo ostro karbowane brzegi boczne na wysokości barków i ząbek w kątach przednich. Odległości między punktami w rzędach pokryw wynoszą od jedno– do dwukrotności ich średnicy. Genitalia samca charakteryzują się niemal walcowatymi, lekko odchylonymi na zewnątrz paramerami.
Owad endemiczny dla południowo-wschodniej części Australii, znany z Australijskiego Terytorium Stołecznego, Nowej Południowej Walii oraz Wiktorii. Osobniki dorosłe poławiano w lutym i marcu do różnych typów pułapek.